# Lid van Erquelinnes
Lid van Erquelinnes is een gesteentelaag in de ondergrond van België en dateert uit het Vroeg-Eoceen. Het Lid van Erquelinnes is bekend als vindplek van fossielen. Het behoort tot de Formatie van Tienen, net als het soortenrijkere Lid van Dormaal in het noordoosten van het land.

## Kenmerken
Het Lid van Erquelinnes komt aan de oppervlakte in de zandgroeven van Erquelinnes in Henegouwen nabij de grens met Frankrijk. Het ligt aan de zuidrand van het Bekken van Mons. De afzettingen dateren uit het vroegste Ypresien, ook wel aangeduid als Sparnacien. Het lid is afgezet in een kustgebied en overligt de mariene Formatie van Hannut uit het Thanetien.

## Fauna
In 1880 werd het eerste fossiel opgegraven, een onderkaak van een vroege onevenhoevige. In de jaren daarna werden ongeveer veertig specimen van zestien soorten zoogdieren gevonden. Daarnaast zijn ook fossielen van reptielen gevonden in Erquelinnes.
- Schildpadden: Catapleura repanda, Erquelinnesia gosseleti
- Krokodillen: "Crocodylus" depressifrons
- Primaatachtigen: Platychoerops georgei, Teilhardina belgica
- Knaagdieren: Euromys, cf. Pseudoparamys
- Condylarthen: Landenodon woutersi, Paschatherium cf. yvettae, Phenacodus teilhardi
- Onevenhoevigen: neushoorn Cymbalophus cuniculus, paard cf. Sifrhippus sandrae
- Evenhoevigen: Diacodexis gigasei
- Mesonychiërs: Dissacus europaeus
- Roofdieren: Dormaalocyon latouri, Gracilocyon solei
- Creodonten: Arfia gingerichi
- Insectivoren: Macrocranion vandebroeki
- Pantodonten: Coryphodon eocaenus